# Fort Resolution
Fort Resolution es una aldea canadiense situada en el territorio de Territorios del Noroeste.

## Superficie
Fort Resolution tiene una superficie de 452,87 km².

## Demografía
En 2021, tenía 412 habitantes, una densidad poblacional de 0,9 hab./km², y 223 viviendas.